# Australornis
Australornis lovei
Genre
Espèce
Australornis est un genre éteint d'oiseaux de mer, qui vivait à l'époque du Paléocène, il y a environ 60,5 à 61,6 millions d'années, découvert en Nouvelle-Zélande.
Une seule espèce est rattachée au genre, Australornis lovei.

## Étymologie
Le nom du genre est formé d’Australis, « du sud » en latin, et d’ornis, « oiseau » en grec. Le nom spécifique lovei est un hommage à Leigh Love, le paléontologue amateur qui l’a découvert,.

## Description
Australornis est l'un des plus anciens oiseaux de mer volants.
C'est aussi le premier oiseau fossile non sphenisciformes découvert en Nouvelle-Zélande. Le fossile remonte à une époque juste postérieure à l'extinction Crétacé-Paléogène il y a 66 millions d'années. Les caractéristiques de l'oiseau indiquent qu'il n'appartient à aucune des familles d'oiseaux existantes, mais à un groupe ou clade précurseur qui est éteint ; il s'agit donc d'une découverte d'importance mondiale concernant l'évolution des oiseaux. Bien que les preuves fossiles soient incomplètes pour étayer la phylogénie, Australornis contribue à étayer l'opinion qui expose que la diversification des Neoaves (un des deux taxons de l'infra-classe de Neognathae) avait déjà commencé au Paléogène inférieur.
Australornis a également une importance paléogéographique, car la Nouvelle-Zélande était beaucoup plus proche de l'Antarctique pendant le Crétacé supérieur et le Paléocène inférieur et il aurait pris naissance au-dessus des eaux profondes d'une mer chaude au large des côtes de la Zealandia, un continent ou microcontinent maintenant presque submergé depuis qu'il quitté l'Australie entre 85 et 60 millions d'années, au-dessus duquel se trouve la Nouvelle-Zélande actuelle.

### Anatomie
Australornis lovei mesurait environ 70 à 85 cm de long et pesait 1,5 à 2 kg et ressemblait à un cormoran.
Il est connu grâce aux restes fossilisés suivants :
- coracoïde droite (extremitas omalis) ;
- omoplate droite (partie caudale) ;
- humérus droit (moins l'extrémité distale) ;
- cubitus droit (extrémité proximale seulement) ;
- fragments de la diaphyse du radius ;
- os scaphoïde gauche.

Les os des ailes et des ceintures scapulaire de ce fossile aviaire se sont révélés très distinctifs. Bien qu'il n'y ait pas assez de matériel fossile provenant d'Australornis pour permettre une étude phylogénétique le reliant à des groupes d'oiseaux existants, on a constaté qu'il partage certaines caractéristiques avec un certain nombre de groupes taxonomiques modernes d'oiseaux, notamment les Procellariiformes, les Gaviiformes et les Rallidae,.
Australornis lovei a des similitudes avec d'autres oiseaux fossiles de l'Antarctique,comme Vegavis iaai de taille similaire du Crétacé terminal (68 - 66 Ma) de l'île Vega en Antarctique, et Polarornis gregorii du Crétacé supérieur dans la formation géologique de Lopez de Bertodano de l'Île Seymour également en Antarctique.
Bien qu'Australornis ait été trouvé près de fossiles de Waimanu manneringi, le plus ancien pingouin fossile, trouvé au même niveau de strates à Waipara et considéré comme étant du même âge, il ne présente aucune ressemblance morphologique avec les pingouins.

## Découverte
Le fossile a été découvert en 2009 par Leigh Love dans les Waipara Greensand au nord de Canterbury sur l'île du Sud de la Nouvelle-Zélande,. Il a été déposé au Musée de Canturbery, à Christchurch, où il a été entreposé pendant plusieurs années avant d'être étudié, les nombreux tremblements de terre ayant lieu dans le pays ayant gravement affecté le travail du personnel du musée. Le fossile a été décrit en 2014 par Gerald Mayr, du muséum Senckenberg à Francfort-sur-le-Main, et Paul Scofield du Canterbury Museum qui ont publié les résultats dans le Journal of the Royal Society of New Zealand.